# Sturnira tildae
Sturnira tildae — вид родини листконосові (Phyllostomidae), ссавець ряду лиликоподібні (Vespertilioniformes, seu Chiroptera).

## Опис
Хутро цієї тварини рівномірно сірувато-коричневе зверху і знизу і немає "жовтого плеча", характерного для роду.

## Середовище проживання
Країни проживання: Болівія, Бразилія, Колумбія, Еквадор, Французька Гвіана, Гаяна, Перу, Суринам, Тринідад і Тобаго, Венесуела. Значною мірою пов'язанийз вологими місцях проживання і тропічними вічнозеленими лісами. 

## Звички
Плодоїдний і, можливо, харчується також нектаром і пилком. Одне маля народжується на рік.

## Загрози та охорона
Втрата середовища існування існує в деяких частинах ареалу, хоча це не вважається серйозною загрозою. Зустрічається у ряді природоохоронних територій по всьому ареалу.